# Cladius pectinicornis
Cladius pectinicornis, gulbenad sågstekel, är en stekelart som först beskrevs av Geoffroy 1785, den har en mörk kropp med ljusare gula ben, hanarna har även praktfulla antenner med fem utskott, tre längre med ett litet och det sista mycket kort. Dess larver lever primärt på olika rosor, bloddtop och smultron. Cladius pectinicornis ingår i släktet Cladius, och familjen bladsteklar. Arten är reproducerande i Sverige.